# Arkády v Opavě
Arkády v Opavě jsou historické arkády ve Dvořákových sadech v části Město v Opavě. Nachází se v okrese Opava v pohoří Opavská pahorkatina v Moravskoslezském kraji.

## Další informace
Zastřešené arkády v opavských Dvořákových sadech byly původně součástí farské zahrady Řádu německých rytířů. Datum vzniku cihlové stavby není znám, avšak pochází z 19. století. V roce 2017 získalo město arkády od Biskupství ostravsko-opavského a v roce 2022 byly zrenovovány. Arkády se využívají také jako neformální veřejný prostor, výstavní síň a společenský prostor. Kolem Arkád vede trasa naučná stezka Městskými parky Opavy. Místo je celoročně volně přístupné.

## Galerie

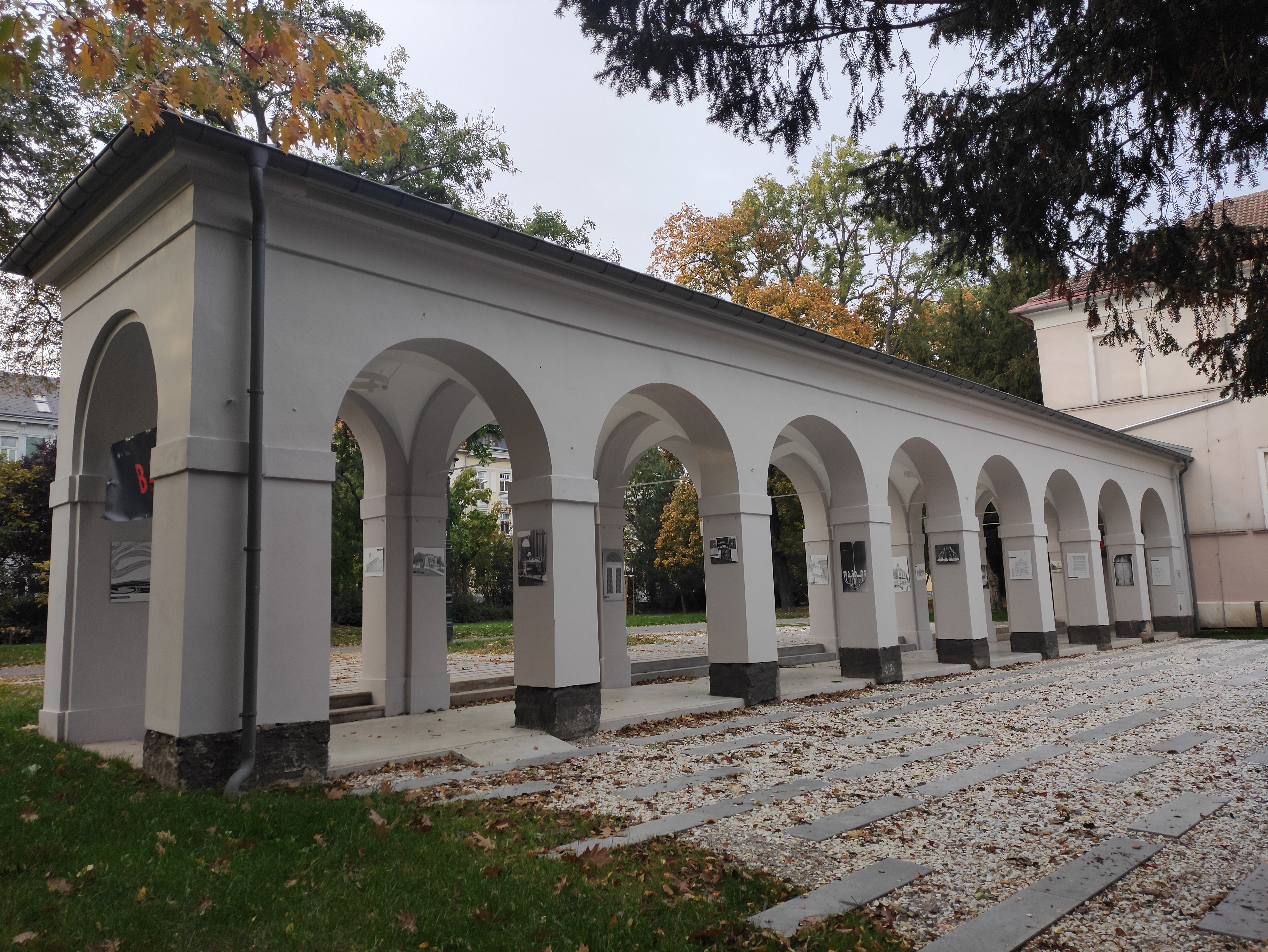
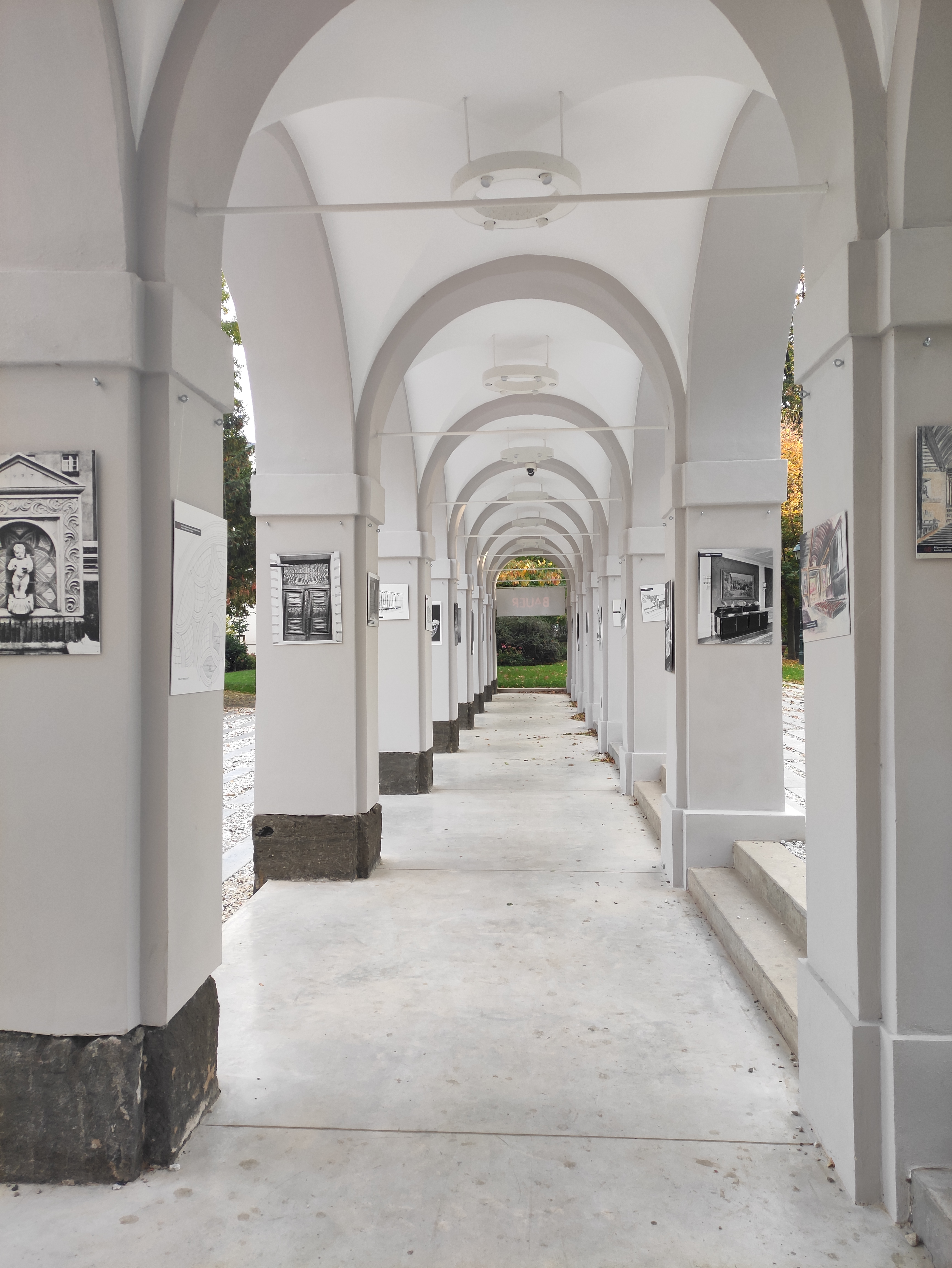